# 科貝萊茨卡-波利亞納

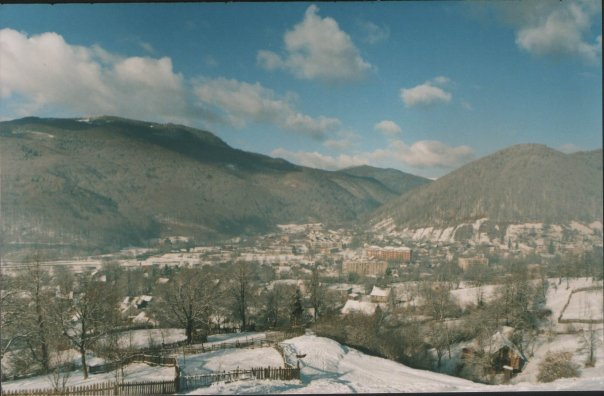

科贝莱茨卡-波利亚纳（烏克蘭語：Кобилецька Поляна）是烏克蘭西部外喀爾巴阡州拉希夫區大贝奇基夫市镇内的市級鎮。始建於1512年，面積22.61平方公里，海拔高度410米，2022年人口数量为3,480人。